# Ierse backstop

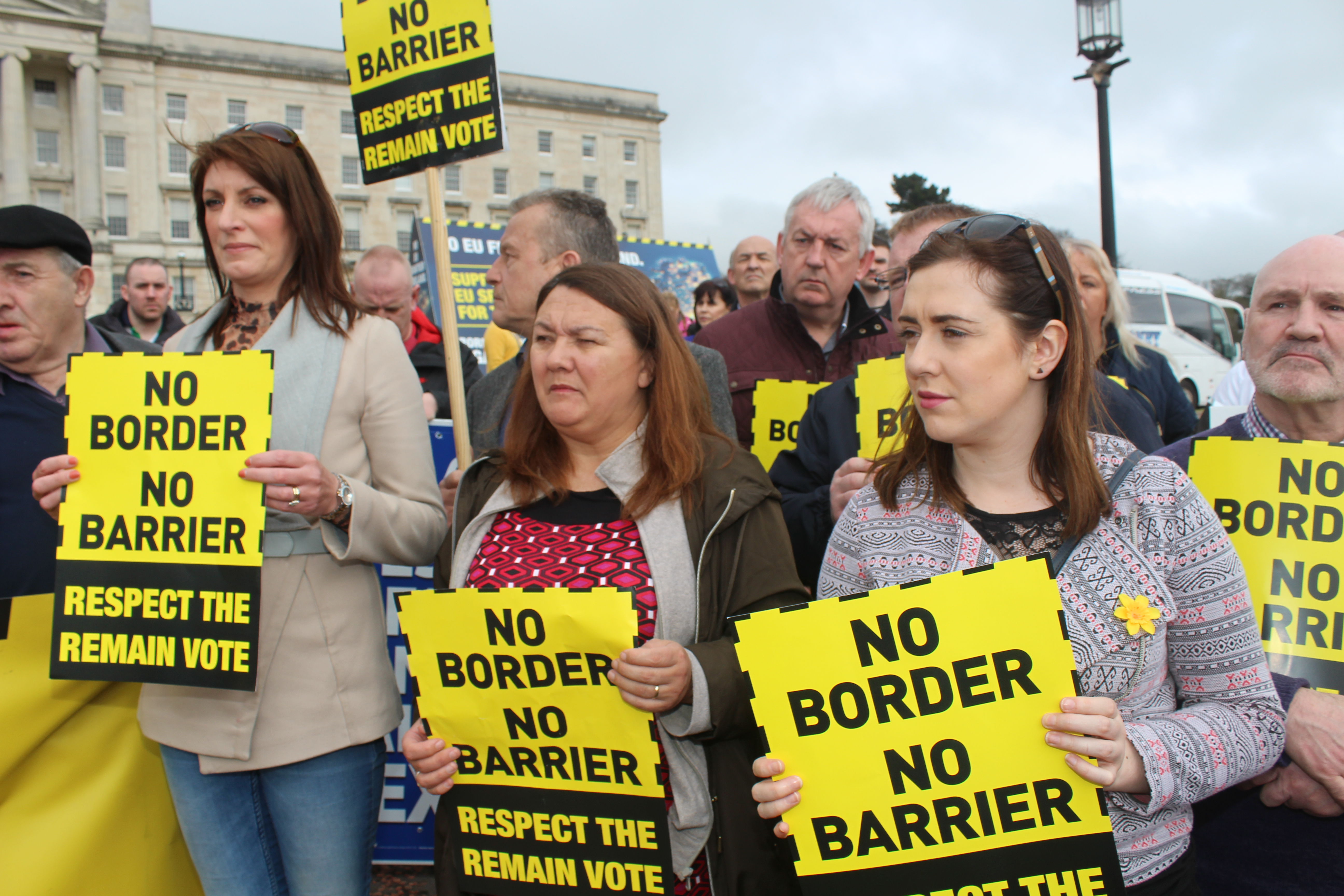
Protest van Sinn Féin tegen een harde grens tussen Ierland en Noord-Ierland in 2015

De Ierse backstop, meestal kortweg backstop genoemd, was een voorlopige regeling die er moest komen voor de grens tussen Ierland en Noord-Ierland bij een Brexit. De term is in gebruik geraakt na het referendum in het Verenigd Koninkrijk over het lidmaatschap van de Europese Unie van juni 2016. 
De benaming backstop is ontleend aan het gelijknamige scherm achter de thuisplaat bij honkbal en softbal.

## Achtergrond
De backstop hield in dat het Verenigd Koninkrijk ook na de brexit binnen de Europese douane-unie bleef zolang er geen definitieve afspraken waren gemaakt over de regeling voor de grens. Onder de backstopregeling zouden er echter wel enkele speciale regels gelden voor Noord-Ierland, wat erop neerkwam dat beperkte grenscontroles moesten  worden uitgevoerd tussen Noord-Ierland en de rest van het Verenigd Koninkrijk. De backstop zou ingegaan zijn in december 2022, wanneer de "transitieperiode" was afgelopen. Tijdens de transitieperiode bleef het gehele Verenigd Koninkrijk zonder beperkingen binnen de douane-unie.
De backstopregeling was afgesproken omdat douanecontroles op de grens tussen Ierland en Noord-Ierland in de praktijk moeilijk zijn, aangezien de grens dwars door steden loopt, en bovendien politiek gevoelig liggen. Zo zijn grenscontroles in strijd met het Goedevrijdagakkoord en heeft de Ierse regering gesteld dat het verdwijnen van de vroegere grenscontroles een van de meest tastbare gevolgen van dit akkoord is. De backstop zelf was echter ook omstreden, met name onder brexiteers (voorstanders van de brexit), omdat deze het Verenigd Koninkrijk voor onbeperkte tijd aan afspraken met de Europese Unie bond.

## Alternatief voor backstop
Op 17 oktober 2019 bereikten de EU en de regering van het Verenigd Koninkrijk overeenstemming over een nieuwe uittredingsovereenkomst zonder de noodzaak voor een backstopregeling. Het hele Verenigd Koninkrijk zou de EU douane-unie verlaten. Douanecontroles zouden echter niet aan de grens tussen Noord-Ierland en Ierland worden uitgevoerd, maar voordat goederen Noord-Ierland binnen zouden komen. Noord-Ierland zou wat betreft kwaliteits- en veiligheidseisen voor goederen en BTW-tarieven aansluiting houden bij de regelgeving in de EU; voor de rest van het Verenigd Koninkrijk zou dit niet gelden.  De Assemblee voor Noord-Ierland zou vanaf 2025 elke vier jaar bij gewone meerderheid van stemmen bepalen of de regeling moest worden verlengd of moest worden beëindigd.